# Renacimiento gaélico

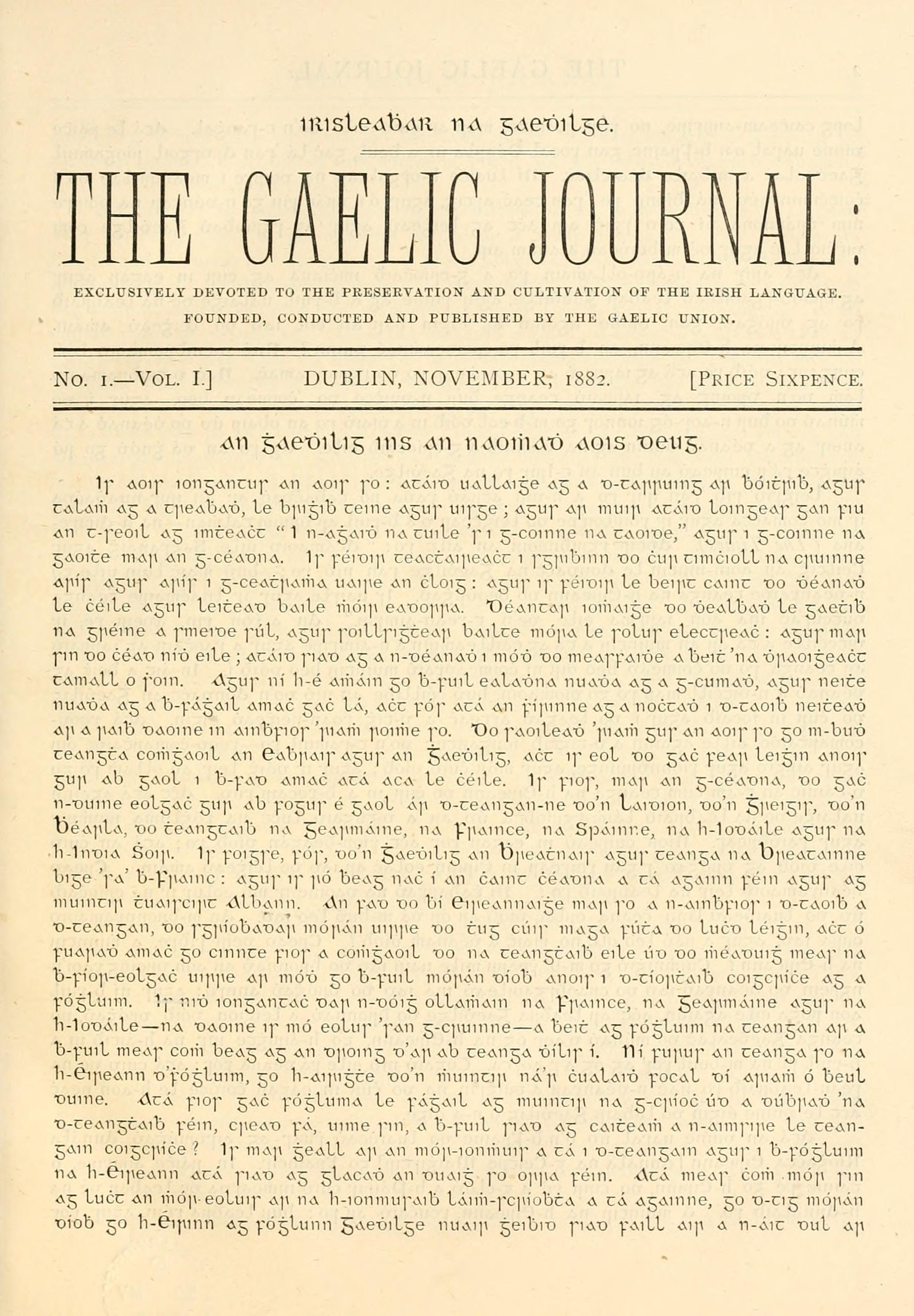
La Revista gaélica, un órgano temprano del movimiento de resurgimiento gaélico

El resurgimiento gaélico (irlandés: en irlandés: Athbheochan na Gaeilge) fue un movimiento de resurgimiento nacional de interés por la lengua irlandesa (entonces conocida como gaélico, término más a menudo aplicado al escocés gaélico hoy) y por la cultura gaélica (incluyendo folclore, deportes, música, artes, etc.) a finales del siglo XIX. El irlandés había caído en desuso como lengua hablada, quedando como lenguaje principal solo en áreas rurales aisladas, mientras que el inglés se había convertido en el lenguaje dominante en la mayoría de Irlanda.
El interés por la cultura gaélica era evidente a mediados del siglo XIX en los trabajos eruditos de John O'Donovan y Eugene O'Curry, y la fundación del Ossianic Society. La preocupación por el irlandés oral llevó a la formación de la Sociedad para la Preservación de la Lengua irlandesa en 1877, y la Unión Gaélica en 1880. De aquí nació el Diario Gaélico. Los deportes irlandeses fueron impulsados por la Asociación de Atletismo gaélica, fundada en 1884.
La Liga Gaélica (Conradh na Gaeilge) fue establecida en 1893 por Eoin MacNeill y otros entusiastas de la cultura y lengua gaélicas. Su primer presidente fue Douglas Hyde. El objetivo de la Liga era animar al uso de irlandés en la vida diaria para contrarrestar la creciente anglización del país. La liga organizaba reuniones semanales sobre cultura irlandesa, encuentros de conversación, editaba y periódicamente publicaba un periódico llamado An Claidheamh Soluis, y luchó exitosamente para incluir el irlandés en el currículum escolar. La Liga creció deprisa, con más de 400 sucursales a los cuatro años de su fundación. Entabló relaciones con otros movimientos culturales de la época, como el movimiento Pancéltico y el Resurgimiento Literario irlandés.
Escritores importantes del resurgimiento gaélico fueron Peadar Ua Laoghaire, Patrick Pearse (Pádraig Mac Piarais) y Pádraic Ó Conaire.

## Primeros movimientos
Los primeros pioneros de los estudios irlandeses fueron John O'Donovan, Eugene O'Curry y George Petrie; O'Donovan y O'Curry encontraron un lugar para su trabajo en la Sociedad Arqueológica, fundada en 1840. A partir de 1853, traducciones de obras literarias irlandesas, particularmente trabajos mitológicos sobre el Ciclo Osiánico —asociado con los Fianna—fueron publicados por la Ossianic Society, en la que Standish Hayes O'Grady estaba activo. La Sociedad para la Preservación de la Lengua irlandesa fue formada en 1877 por, entre otros, George Sigerson y Thomas O'Neill Russell. El secretario de aquella sociedad, el Padre John Nolan la abandonó en 1880 y formó la Unión gaélica, de la cual fue presidente El O'Conor Don, y entre cuyos miembros se incluían Douglas Hyde y Michael Cusack. El interés de Cusack en la cultura gaélica no se restringía a la lengua; tomó un interés entusiasta en los juegos tradicionales de Irlanda, y en 1884, con Maurice Davin, fundó la Asociación Atlética gaélica para promover e fútbol gaélico, el hurling y el balonmano. En 1882 la Unión gaélica empezó la publicación de una revista mensual, el Gaelic Journal. Su primer editor fue David Comyn que fue sucedido por John Fleming, un prominente estudioso irlandés, y posteriormente por el Padre Eugene O'Growney.

## Liga gaélica
En noviembre de 1892 Douglas Hyde dio una conferencia en la Sociedad Literaria Nacional titulada "La necesidad de desanglizar Irlanda." Afirmó que el pueblo irlandés se había anglicanizado completamente y que esto solo podría revertirse a través de la construcción de lengua. Eoin MacNeill abundó en esta idea en un artículo en la Revista gaélica, "Una Petición y un Plan para la Extensión del Movimiento para Preservar y Extender la lengua gaélica en Irlanda", y creó una organización para ayudar a ese propósito, junto con Eugene O'Growney y J. H. Lloyd (Seosamh Laoide). La Liga Gaélica (Conradh na Gaeilge) fue fundada el 31 de julio de 1893. Hyde fue elegido presidente, MacNeill secretario, y Lloyd tesorero, y Thomas O'Neill Russell estuvo entre los elegidos al consejo.
La Liga Gaélica celebraba reuniones semanales que eran una combinación de clases y conversación. Al cabo de meses tenía sucursales en Cork y Galway. Cuatro años después disponía de 43 sucursales y superó las 400 al cabo de diez años. A pesar de que estaba más preocupada con la adopción de la lengua en el hogar más que en la enseñanza en las escuelas, tuvo un importante éxito al incorporar el irlandés al curriculum escolar; el número de las escuelas que lo enseñaban aumentó de sobre una docena en los años 1880 a 1,300 en 1903. La Liga se hizo con la Revista gaélica en 1894, cuándo O'Growney se retiró de editor, y fue reemplazado por MacNeill. En enero de 1898 comenzó la publicación de un semanario, Fáinne an Lae. En marzo del año siguiente, tras una disputa con el propietario, fue reemplazado por el An Claidheamh Soluis, con MacNeill otra vez como editor. En 1901 MacNeill fue sucedido por Eoghan Ó Neachtain, que fue reemplazado a su vez en 1903 por Patrick Pearse. La Liga también se preocupó por la música tradicional irlandesa, y estuvo implicada en el movimiento qué llevó a la creación del Feis Ceoil (Festival de Música) por Annie Patterson en 1897.
Las relaciones de la Liga con los movimientos culturales contemporáneos fueron tensas, y a veces hostiles, pese al hecho que algunos de los dirigentes de la Liga mantenían buenas relaciones con aquellos movimientos. El Panceltismo era observado con desconfianza por muchos miembros porque sus dirigentes en Irlanda, especialmente Lord Castletown, estaban estrechamente vinculados con el establishment de la época. Cuándo Douglas Hyde fue invitado al Congreso Pancéltico en 1900—que sería celebrado en Dublín—como delegado de la Liga, el Coiste Gnótha (comité ejecutivo) rechazó enviar cualquier representante, aunque Hyde podría asistir a título personal si lo deseaba. Hyde rechazó la invitación a regañadientes. El Resurgimiento Literario irlandés fue denunciado porque sus trabajos estaban escritos en inglés, no en irlandés, y por tanto tendían aún más hacia la anglicanización. Eoin MacNeill escribió, "Dejarles escribir para el 'mundo de habla inglesa' o la 'raza de habla inglesa' si quieren. Pero no les dejéis vejar nuestros escritos llamándolos irlandeses y nacionales." Patrick Pearse dijo del Teatro Literario irlandés, recién fundado por W. B. Yeats y Lady Gregory, que debería ser "estrangulado al nacer".

## Escritores
An tAthair Peadar Ua Laoghaire  (Fr. Peter O'Leary), un sacerdote parroquial de Castlelyons en el Condado de Cork, empezó a contribuir a la Revista gaélica en 1894, y en noviembre de aquel año publicó el primer capítulo de Séadna, que se convertiría en su trabajo mejor conocido. Fue descrito por la revista como "espécimen de irlandés de Munster, una de las mejores muestras, si no la mejor, del gaélico popular del sur que ha sido impresa." Séadna fue el primer gran trabajo de la literatura moderna en irlandés. Ua Laoghaire serializó El Táin Bó Cúailnge en el Cork Weekly Examiner en 1900–1901, y lo prosiguió con una serie de tradicciones de cuentos irlandeses antiguos como Bricriu, Eisirt, An Cleasaidhe y An Craos-Deamhan, todos los cuales dejaban de lado la lengua culta en favor del irlandés coloquial. Después de que Séadna, su trabajo mejor conocido fue su autobiografía, Mo Scéal Féin Todos sus trabajos están escritos en lo que se denominó "caint na ndaoine" (la lengua de las personas).
Patrick Pearse (Pádraig Mac Piarais), el editor de An Claidheamh Soluis más tarde uno de los dirigentes revolucionarios del Levantamiento de Pascua —escribió poesía, cuentos y obras de teatro. Está considerado el primer escritor modernista  en irlandés. Pearse rechazó lo que el llamaba la imposición de "formas lingüísticas y literarias muertas en una lengua viviente", pero al mismo tiempo rechazaba la idea que solo hablantes nativos como Ua Laoghaire podría producir "irlandés irlandés". Escribió dos libros de cuentos, Íosagán agus Scéalta Eile (1907) y An Mháthair agus Scéalta Eile (1916). Su colección de poemas, Suantraithe agus Goltraithe (1914) contiene su más famoso poema, "Mise Éire" (" soy Irlanda ").
Pádraic Ó Conaire fue posiblemente el mejor escritor de la época. Escribió más de 400 cuentos entre 1901 y su muerte en 1928. Sus historias eran más oscuras que las de sus contemporáneos. Según su entrada en el Diccionario de Biografía irlandesa,  tratan de "aislamiento, conflicto entre el bien y el mal, tragedia de vida, aversión, ceguera, desesperación, y locura." Escribió una novela, Deoraíocht (Exilio), descrita por John T. Koch como "una novela psicológica extraña, la primera de su género en irlandés", sobre un hombre de Connemara que vive en Londres. La obra de Ó Conaire fue polémica, tratando temas como el alcoholismo y la prostitución, que Ua Laoghaire y otros dentro del movimiento encontraban objetables.